# Söse

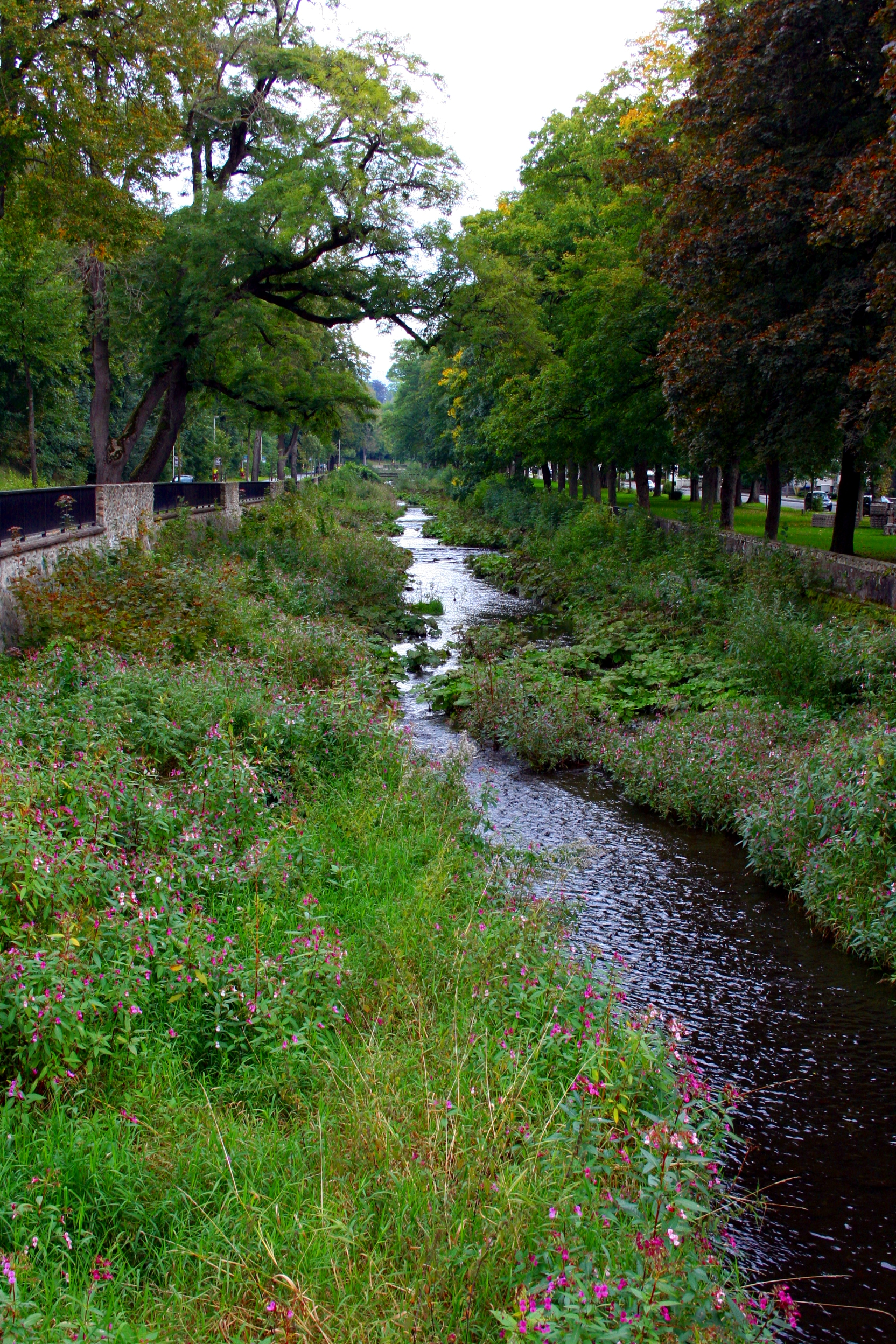
Söse in Osterode am Harz bei Niedrigwasser

Die Söse ist ein 38 Kilometer langer rechter Nebenfluss der Rhume in Niedersachsen, Deutschland.

## Name
Die Söse wurde 1321 („partem aque … Sůse“) erstmals schriftlich erwähnt. Der Name leitet sich wohl vom mittelhochdeutschen Verb sūsen für „sausen“ ab.

## Verlauf
Die Söse entsteht durch den Zusammenfluss der Kleinen und der Großen Söse in Kamschlacken. Die Kleine Söse entspringt nahe der Abzweigung der B 498 von der B 242 am Sperberhaier Damm. Die Große Söse wiederum entspringt unmittelbar östlich des Sösesteins an der Westseite des Ackerhöhenzuges. Nach dem Zusammenfluss fließt die Söse durch Kamschlacken und Riefensbeek, beides Ortsteile von Osterode am Harz, um ein paar Kilometer später in der Sösetalsperre aufgestaut zu werden. In der Sösetalsperre wird seitens der Harzwasserwerke ein Teil des Wassers zu Trinkwasser aufbereitet zur Versorgung von Göttingen, Hildesheim und weiteren Kommunen. Unterhalb der Sösetalsperre fließt sie nach Osterode und knickt nach Nordwesten ab, um sich nur wenige Kilometer westlich des Harzes bei Badenhausen nach Westen und bei Eisdorf nach Süden zu wenden. In dieser Richtung durchfließt die Söse die Osteroder Ortsteile Förste und  Dorste. Danach mündet sie – in westlicher Richtung fließend – zwischen den Orten Berka und Elvershausen, beides Ortsteile von Katlenburg-Lindau im Landkreis Northeim, in die Rhume.

## Wandern

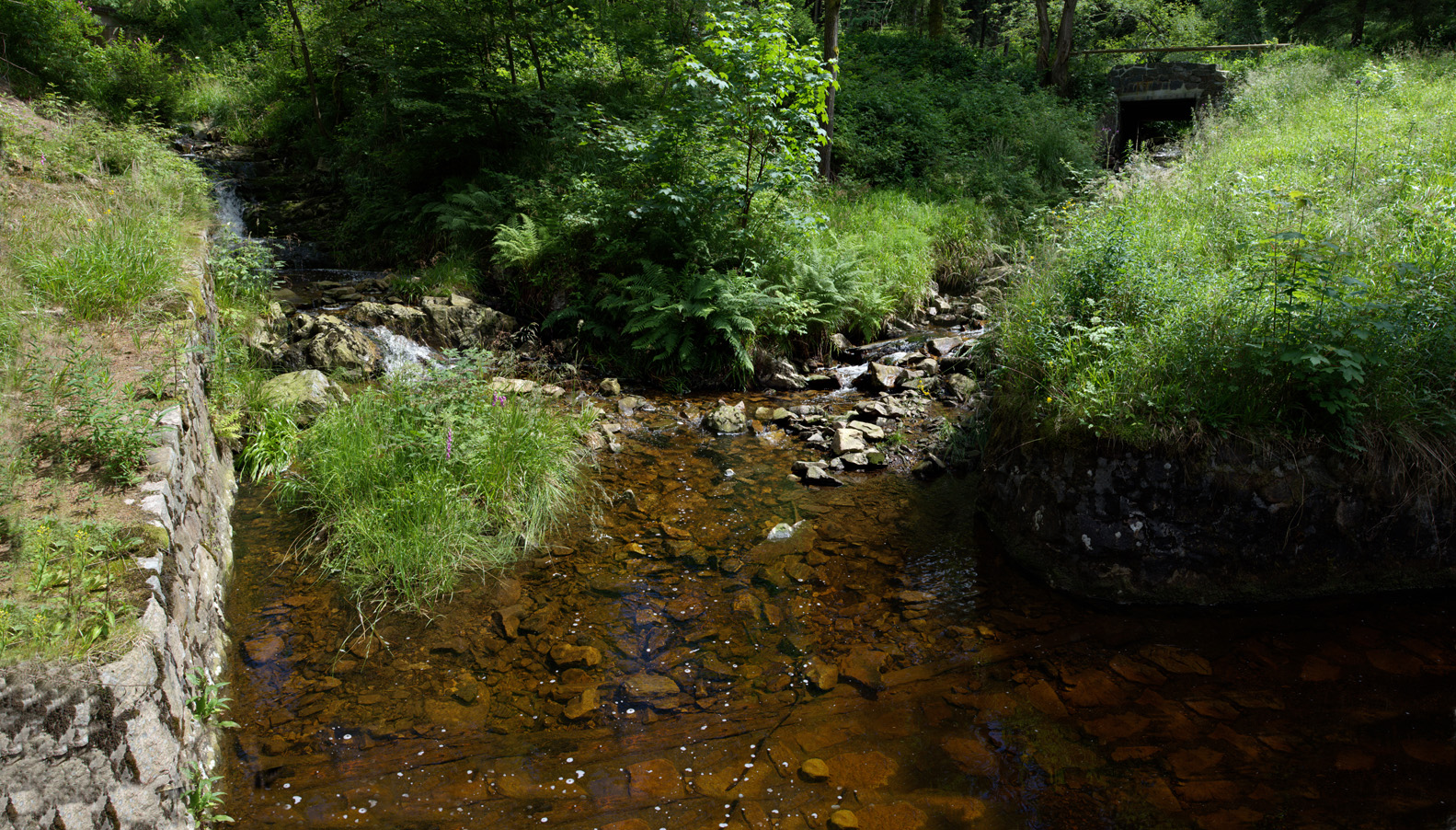
Zusammenfluss Große Söse und Großer Morgenbrod an der Morgenbrodtstaler Hütte HWN 146

Am Zusammenfluss der Großen Söse und der Große Morgenbrod befindet sich die Morgenbrodtshütte (ca. 600 bis 605 m ü. NN; ⊙). Hier wird bei Niedrigwasser am „Großen Wehr“ das Wasser der Söse in den Morgenbrodtstaler Graben abgeleitet, einer Anlage des Oberharzer Wasserregals. Diese Stelle ist als Nr. 146 in das System der Stempelstellen der Harzer Wandernadel einbezogen. 

## Zuflüsse
- Große Söse (linker Quellbach)
- Kleine Söse (rechter Quellbach)
- Große Limpig (rechts)
- Eipenke (links)
- Ospenke (links)
- Lerbach (rechts)
- Apenke (links)
- Große Bremke (rechts)
- Wellbeek (rechts)
- Uferbach (rechts)
- Sülpkebach (rechts)
- Markau (rechts)
- Bierbach (rechts)
- Dornkesbach (rechts)
- Goldbach (rechts)
- Salza (links)
- Dorster Mühlenbach (links)